# Jeremiah Clarke
Jeremiah Clarke (Londra, 1674 circa – 1º dicembre 1707) è stato un compositore e organista inglese, celebre per il trumpet tune "The Prince of Denmark".

## Biografia
Fu allievo di John Blow nella cattedrale di San Paolo a Londra, dove dal 1695 fu anche organista e, in seguito, divenne anche organista in seconda della cappella reale, assieme a William Croft. Dal 1704 diventò direttore del coro di voci bianche della cattedrale succitata. La sua turbolenta vita terminò con il suicidio, poiché, innamorato non ricambiato di una donna, si sparò nel 1707. Il suo posto di organista fu preso in toto da William Croft.
È maggiormente conosciuto per la sua marcia "The Prince of Denmark" (un rondò per orchestra o clavicembalo, scritto nel 1699), conosciuta anche con il nome di "Trumpet Voluntary". Dopo essere stata riscoperta nel 1840 fu attribuita per molto tempo al suo contemporaneo Henry Purcell, probabilmente perché un altro brano di Clarke (Trumpet tune in re, 1700 ca.) è tratto dall'opera The Island Princess scritta in collaborazione con Daniel Purcell, fratello minore di Henry. The prince of Denmark's march fu scritta in onore del principe di Danimarca Giorgio, marito della futura regina Anna e fratello del re di Danimarca Cristiano V.

## Composizioni
- Musica per organo
- Musica per clavicembalo (contenuta nel The Harpsichord Masters del 1702)
- Vari Trumpet tune e musica celebrativa
- Messe salmi e altri brani religiosi
- Musica sulle parole della poesia di John Dryden Alexander's Feast